# 庫拉托夫斯基十四集問題
在点集拓扑学中，庫拉托夫斯基十四集問題敘述是：給定拓樸空間的子集{\displaystyle S}，對{\displaystyle S}做任意有限次數的取補集或閉包，最多可以得到幾個不同的集合？
本問題又被稱作閉包補集問題，由庫拉托夫斯基於1922年提出，並給出了解答 14 。约翰·L·凯利撰寫的拓樸學經典教科書 General Topology 將庫拉托夫斯基十四集問題收錄做為一題習題，使得本問題在往後的 30 年間被許多人所熟知。

## 證明
對所有子集{\displaystyle A}，將{\displaystyle A}的補集記為{\displaystyle A^{/}}，閉包記為{\displaystyle A^{-}}，則有以下 3 件事實
1. {\displaystyle A^{//}=A} (取補集是對合的)
2. {\displaystyle A^{--}=A^{-}} (取閉包是冪等的)
3. {\displaystyle A^{/-/-/-/-}=A^{/-/-}} (或等價的{\displaystyle A^{-/-/-/-}=A^{-/-}}，等價性來自 1.)

由 1. 和 2. 知，只需要考慮以下兩個序列就足夠了
{\displaystyle S^{/},S^{/-},S^{/-/},S^{/-/-},S^{/-/-/},...} 及 {\displaystyle S^{-},S^{-/},S^{-/-},S^{-/-/},S^{-/-/-},...}
再由 3. 知，最多只會有 14 個相異集合。
若對{\displaystyle S}取補集或閉包可以產生恰好 14 個相異集合，則稱{\displaystyle S}是個 14-集。事實上，實數空間 {\displaystyle \mathbb {R} }與一般實數上的拓樸，形成的拓樸空間就有包含 14-集，例如
{\displaystyle (0,1)\cup (1,2)\cup \{3\}\cup {\bigl (}[4,5]\cap \mathbb {Q} {\bigr )},}
其中 ( , ) 和 [ , ] 分別代表開區間和閉區間。

## 其他結果
1962 年 T.A. Chapman 發現，對{\displaystyle S}做任意有限次數的取内部或閉包，則最多可以得到 7 幾個不同的集合。證明仍然化約到討論下面的兩個序列
{\displaystyle S^{0},S^{0-},S^{0-0},S^{0-0-},S^{0-0-0},...} 及 {\displaystyle S^{-},S^{-0},S^{-0-},S^{-0-0},S^{-0-0-},...}
其中，{\displaystyle A^{0}}代表{\displaystyle A}的內部。

## 代數結構
雖然問題是屬於點集拓樸學，但是出乎意料的，它的性質卻比較代數，而非拓樸。1960 年代，類似概念的問題不斷被提出，然而大部分卻已經跟拓樸本身不太有關係了。
此外，取閉集或補集的運算定義了一個么半群，可以用來對不同拓樸空間做分類。

## 外部連結
- The Kuratowski Closure-Complement Theorem （页面存档备份，存于） ，作者：B. J. Gardner 和 Marcel Jackson。
- The Kuratowski Closure-Complement Problem （页面存档备份，存于），作者：Mark Bowron。